# Lepidostoma tanmounense
Lepidostoma tanmounense is een schietmot uit de
familie Lepidostomatidae. De soort komt voor in het Oriëntaals gebied.